# Den försvunna diamanten
Afrikas stjärna eller Den försvunna diamanten är ett sällskapsspel för två till fem spelare i nästan alla åldrar. Spelet utspelar sig i Afrika. Spelet, som är ett brädspel, lanserades ursprungligen i Finland 1951 som Afrikas stjärna (finska: Afrikan tähti). Det senare är det informella namnet på den diamant, Cullinandiamanten, som 1905 hittades i Premiergruvan nära Pretoria i Transvaal.
Spelet lanserades i Sverige av AB Grafisk Konst med titeln Jakten efter den försvunna diamanten. Det säljs numera i Sverige av Alga AB som Den försvunna diamanten.

## Spelregler
Spelarna förses med reskassa för att kunna ta sig över spelplanen, som är en karta över Afrika. På denna karta går ett antal tillåtna färdvägar, som varje resenär själv har att välja. Spelet förs framåt med tärningskast  till lands och mot avgift per båt eller flygplan. Spelet har två startplatser, Tanger och Kairo.
Vid 30 olika platser på kartan ligger en spelmarker, som den som kommer först till platsen får vända på – och på andra sidan kan det finnas ädelstenar (rubin, smaragd och topas) som betingar olika värde, visum (motsvaras i ursprungsversionen av hästskor), banditer eller så är de helt svarta, vilket kan ge fördelar eller förlust av reskassan. Den som vinner spelet är den som först hittar diamanten eller – efter att någon annan hittat diamanten – ett visum samt tar sig tillbaka till sin startposition.
De 30 platser där det finns spelmarker är Addis Abeba, Bahr el Ghazal, Dakar, Darfur, Drakbergen, Guldkusten, Kabalo, Kanarieöarna, Kap Guardafui, Kap St. Marie (den sydligaste udden på Madagaskar), Kapstaden, Kongo, Luanda, Marrakech, Moçambique, Omdurman, Sahara, Sankta Helena, Sierra Leone, Slavkusten, Suakin, Tamatave, Timbuktu, Tripolis, Tunis, Valbukten, Victoriafallet, Victoriasjön, Wadai (en region i Tchad) och Zanzibar.
Den som först kommer till Kapstaden får en summa pengar och på Guldkusten får spelarna dubbelt så mycket pengar för en ädelsten. En spelare som får en spelmarker med svart nedsida vid Slavkusten måste stå över ett kast, annars är svarta marker betydelselösa. Vid Sahara och ön Sankta Helena finns rövare och vid dessa rutor straffas spelaren med extra slag utan att få förflytta sig.
Om diamanten hamnar på Madagaskar, Sankta Helena eller Kanarieöarna och ingen av deltagarna har pengar nog för båtresan dit och tillbaka, gick spelet ursprungligen ej att vinna. Var man få deltagare kunde det även hända att samtliga blev fast på dessa öar då de rånats där. En revidering av reglerna 2005 tillåter att man kan resa till sjöss gratis om man inte har några pengar. Man får då bara flytta sig två rutor per omgång.

### Fotnoter
1. ↑  ”Spelglädje i regeringen, i Malmö och på SVT”. Sveriges radio. 2 maj 2010. http://sverigesradio.se/sida/artikel.aspx?programid=3472&artikel=3668060. Läst 7 oktober 2016.
2. ↑  ”Cullinan diamond” (på engelska). Encyclopædia Britannica. 2019. https://www.britannica.com/topic/Cullinan-Diamond#ref174330. Läst 27 april 2020.